# Союз української молоді Канади
Союз Української Молоді Канади (СУМК) — виховна організація української молоді в Канаді, пов'язана з Українською Православною Церквою Канади. Постала 1931 року з самостійних льокальних молодіжних товариств, переважно студентських, п. н. «Орли й Орлята». СУМК є складовою частиною Союзу Українців Самостійників. У 1930-х роках, за зразком організацій «Січ» і «Пласт» члени СУМК були організовані в сотні (1933 СУМК нараховував бл. 50 сотень з 3 000 членів) під проводом Генеральної Управи. СУМК влаштовує спортові дні, хорові й театральні виступи, організує танцювальні гуртки, змагання молоді тощо. Організаційна структура СУМК триступнева: низові клітини, провінційна рада, домініальна або крайова рада, осідок якої є завжди там, де є осідок Союзу Українців Самостійників та Союзу Українок Канади (Вінніпег, Торонто, Саскатун, Едмонтон). Діячі СУМК: Г. Тижук, Б. Панчук, А. Павлик, П. Крип'якевич, П. Яворський, А. Фіґус, Г. Магус.